# Braunfels
Braunfels (pronunciación en alemán: /ˈbʁaʊ̯nˌfɛls/ⓘ) es una ciudad alemana perteneciente a la Región de Gießen, en el Estado federado de Hesse.Braunfels se encuentra a una altura de unos 100 m sobre el valle del Lahn. Está a 9 km al suroeste de Wetzlar y a 28 km al noreste de Limburgo del Lahn. 

## Historia
La primera mención de la localidad de Braunfels data del año 1246. En 1607 recibió el título de ciudad. Alrededor del núcleo principal de la localidad, se extienden los barrios de Altenkirchen, Bonbaden, Neukirchen, Philippstein y Tiefenbach. El pintoresco barrio de Bonbaden es mucho más antiguo que la propia ciudad, la primera mención data del año 772.
Schloss Braunfels, una casa señorial construida a partir de un castillo del siglo XII por los condes de Nassau, sirvió, alrededor de 1260 como residencia de la familia noble Solms-Braunfels hasta que fue destruido en 1384. El castillo fue reconstruido varias veces, tras el devastador incendio de 1679, que destruyó el castillo y parte de la ciudad, se levantó una majestuosa residencia barroca. A la ciudad se le concedió un mercado regular, que todavía se conserva hoy.

## Escudo de armas
El escudo de armas de la ciudad es idéntico al utilizado por los Condes de Solms-Braunfels, con la excepción de que los colores de la mitad inferior están invertidos. Esta simple modificación sirve para diferenciar el escudo de la ciudad del de la antigua familia noble. El escudo fue diseñado y concedido en 1937, y volvió a ser concedido el 14 de octubre de 1982. Anteriormente, el escudo era idéntico al de los Condes.

## Hermanamientos
- Bagnols-sur-Cèze
- Eeklo
- Feltre
- Kiskunfélegyháza
- New Braunfels, Texas
- Newbury
- Rohrmoos-Untertal
- Carcagente

## Sitios de interés turístico
- Castillo de Braunfels: La última transformación del castillo, que define el aspecto actual del Schloss, se inició en 1880 y se llevó a cabo según los planes neogóticos del constructor Edwin Oppler. Entre las obras de arte del Schloss se encuentran obras de los maestros holandeses, entre ellos van Eyck, obras de la familia de pintores Tischbein de Hesse, el Altar de Altenberg, partes de las cuales se encuentran en el Städel de Frankfurt y el Museo Nacional de Baviera en Múnich, y el legendario anillo de Santa Isabel. Entre los lugares de interés del castillo se encuentran el patio, la sala de los caballeros, las habitaciones de invitados y la galería de pintura, las piezas de exposición sacra del monasterio de Altenberg, las pinturas de caza de Johannes Deiker y la plaza de los cañones. Otras cosas que se pueden visitar son el Museo de la Familia Principesca y la iglesia del castillo con exposiciones sobre la historia de la construcción de la iglesia.[3]
- Casco antiguo: El casco antiguo interior tiene elementos defensivos distintivos. Hay una ampliación barroca con una plaza del mercado y grandes jardines del balneario.
- Dr. Kanngießer'sches Waldmuseum
- Stadtmuseum Obermühle: Un museo de historia local, construido en un antiguo molino.
- Ruinas del castillo de Burg Philippstein: Estas ruinas del castillo se encuentran en una ladera y están separadas de la ladera circundante por un foso seco, aunque hoy en día está parcialmente relleno. Aún se conservan el torreón redondo, restos del sótano y partes de la muralla circundante.